# Abbigliamento nell'antica Roma

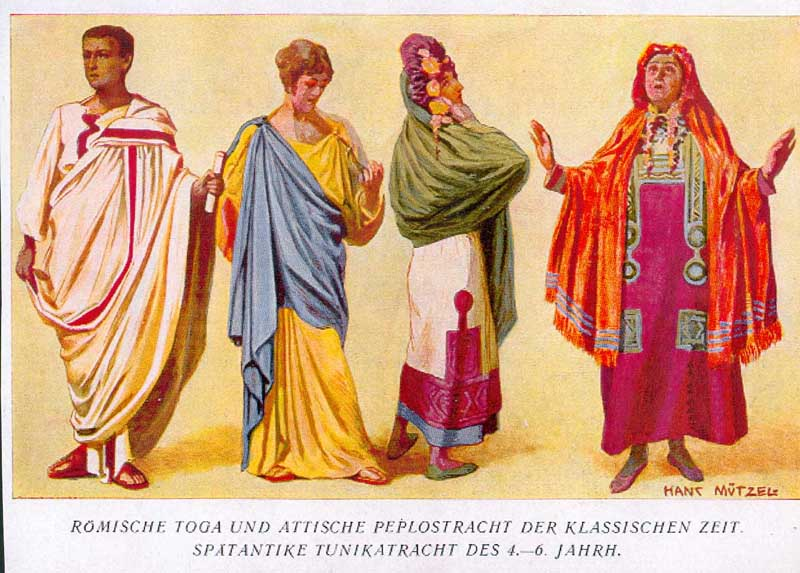
Abbigliamento romano

Nell'abbigliamento dell'antica Roma venivano distinti due generi di indumenti: gli indumenta, che si portavano di giorno e di notte, e gli amictus, che venivano indossati solo di giorno.

## Indumenti maschili
Tra gli indumenta  maschili troviamo il subligaculum o licium, un perizoma in lino annodato alla vita. Sopra s'indossava semplicemente la toga, oppure la tunica, formata da due pezzi di stoffa cuciti insieme, indossata in modo che, legata alla vita, la parte posteriore risultasse più lunga sino all'altezza delle ginocchia , quella davanti più corta.
Le tuniche delle donne erano più lunghe e potevano arrivare sino ai talloni.

### Tunica
Durante l'età imperiale i romani erano soliti indossare due tuniche: una intima (subucula) e un'altra esterna (tunica exterior).
Svetonio racconta che Augusto, particolarmente freddoloso e cagionevole di salute, arrivasse ad indossare in inverno, sotto una toga, quattro tuniche (subuculae), una sopra l'altra, una camicia, una maglia di lana e delle fasce attorno a cosce e gambe. Non riusciva, neppure d'inverno, a sopportare il sole, tanto da passeggiare con il cappello in testa nel peristilio della sua abitazione.
Le tuniche erano confezionate a maniche corte sino all'avambraccio (a differenza del chitone greco che non aveva maniche): solo nella tarda antichità le maniche si allungarono sino ai polsi.
Durante l'inverno per riparare le mani dal freddo era diffuso l'uso dei guanti.
I tessuti più usati per l'abbigliamento furono inizialmente la lana e il lino. Con l'età imperiale, i ricchi cominciarono ad acquistare tessuti di cotone e di seta, entrambi costosissimi perché arrivano rispettivamente dall'India e dalla Cina. Nelle regioni più fredde si usavano anche pellicce e cappelli di feltro.

### Toga

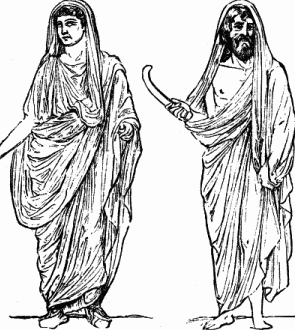
Modelli di toga e di pallio

I cittadini romani indossavano la toga, un lungo mantello che si faceva ricadere sul braccio sinistro. L'uso della toga era riservato esclusivamente ai cittadini romani maschi, mentre gli schiavi e gli stranieri non avevano il diritto di indossarla. Chi era condannato all'esilio perdeva il diritto a indossarla, lo ius togae.
(Virgilio, Eneide, I, 2)
Solo chi godeva della cittadinanza romana aveva il diritto di indossare la toga e l'autorità doveva vigilare che gli stranieri non la indossassero. Chi, per esempio, veniva condannato all'esilio perdeva lo ius togae
(Svetonio, Claudio, 15, 3)
Di solito in occasione della solennità religiosa della festa di Bacco del 17 marzo nelle famiglie romane più in vista si celebrava il passaggio alla maggiore età del giovanetto tra i 15 e i 17 anni, che smettendo d'indossare la toga praetexta (indossata anche da funzionari e sacerdoti), orlata da un nastro purpureo, acquisiva il diritto di vestire la bianca toga virilis, entrando così a far parte della comunità dei cittadini romani. L'adolescente abbandonava anche la bulla che portava dalla nascita.

Romano con toga

Anche i "candidati" a particolari cariche pubbliche indossavano una toga candida, particolarmente sbiancata, mentre chi aveva subito un lutto ne indossava una grigia o nera (toga pulla). Ognuno poi veniva sepolto con la toga che aveva indossato in vita.
La toga, che all'inizio era un ampio semicerchio di stoffa di lana bianca di 2,7 metri di diametro, veniva avvolta intorno all'intera persona e, più tardi, drappeggiata in modo più elaborato (toga sinus). Presentava qualche difficoltà ad essere indossata e non permetteva gesti scomposti, contribuendo così a dare un aspetto dignitoso alla persona. Il peso del tessuto non era indifferente e il candore richiesto rendeva necessari continui lavaggi che presto usuravano l'indumento, costringendo a cambiarla spesso.
Pur rimanendo l'abito formale per eccellenza, malgrado gli inviti ad indossarla in particolare nelle occasioni pubbliche, ben presto i Romani preferirono l'uso del più pratico pallium, molto simile all'himation greco, o della lacerna, un pallium colorato, o della paenula, un pallium con cappuccio. Osservava infatti Giovenale che ormai «in gran parte dell'Italia nessuno indossa la toga, tranne il morto.»
I cittadini comuni indossavano la toga solo durante le feste religiose, le cerimonie pubbliche e i funerali. Essa era invece il segno distintivo dei senatori, che la portavano di colore bianco ornata da una striscia di color porpora. Anche il dominus, in occasione delle largitiones (elargizioni) ai suoi clientes spesso pretendeva che questi indossassero la toga, un abbigliamento che doveva evidenziare il prestigio e l'importanza del benefattore.
L'abbigliamento era completato dalle scarpe: le soleae (una specie di sandali da frate, una semplice suola legata con lacci al piede) o le crepidae (sandali di cuoio intrecciato) o i calcei (stivaletti chiusi o aperti sul davanti, utilizzati in città) o le caligae (scarpe con corregge intrecciate, usate prevalentemente in campagna e dai soldati).
Questa la descrizione che Svetonio fa dell'abituale e semplice abbigliamento dell'imperatore romano, Ottaviano Augusto:
(Svetonio, Augustus, 73.)

## Indumenti femminili

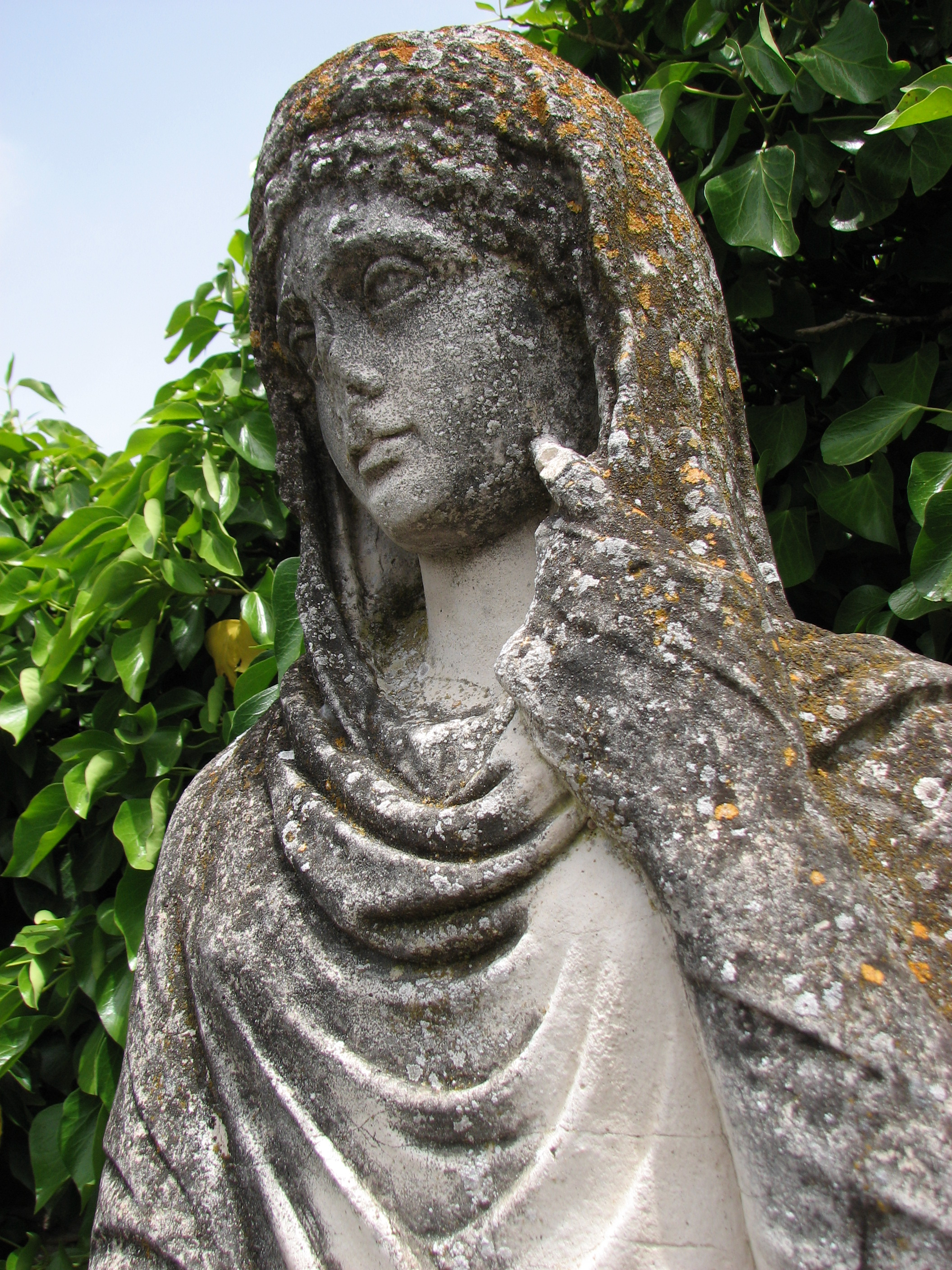
Matrona che indossa l'amictus

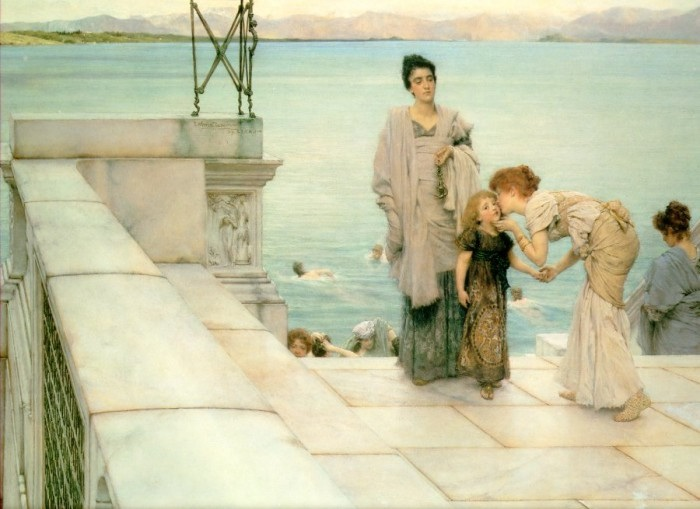
Abbigliamento femminile, da un dipinto di Lawrence Alma-Tadema.

Le donne indossavano come indumenta il perizoma, il seno era coperto da una fascia o una guaina e una o più tuniche, intessute con lana o lino ed in genere prive di maniche.
Sopra la subùcula veniva indossato il sùpparum oppure la stola (dette per questo tuniche superiori). Il sùpparum era una tunica femminile di lunghezza varia, ma non fino ai piedi (per cui la parte inferiore della subùcula rimaneva in vista); somigliava al chitone greco, ma aveva i fianchi sempre cuciti; i margini superiori (non cuciti assieme) venivano chiusi con fibule o cammei, in modo da formare due false maniche lunghe fin quasi al gomito.
La stola era invece una tunica ampia e lunga appunto fino ai piedi, fermata alla vita da un cingulum, una cintura, e generalmente si faceva uso di un succingulum per formare un secondo kolpos (sbuffo di stoffa) più ricco all'altezza delle anche.
La recta, infine, era una tunica bianca sprovvista di maniche, aderente alla vita e lievemente scampanata in basso. Era il vestito delle giovani spose romane, completato dal flammeum, ampio velo di color giallo fiamma (da cui il nome) da appoggiare sul capo e fatto scendere sul retro.
La palla invece era il classico mantello femminile. Di forma rettangolare simile al mantello greco, veniva indossata in modi svariati, talvolta anche poggiandone un lembo sul capo. Era l'equivalente del pallium maschile, diversa da questo per la vivacità dei colori e non tanto per la linea.
(Ovidio, Ars amandi)

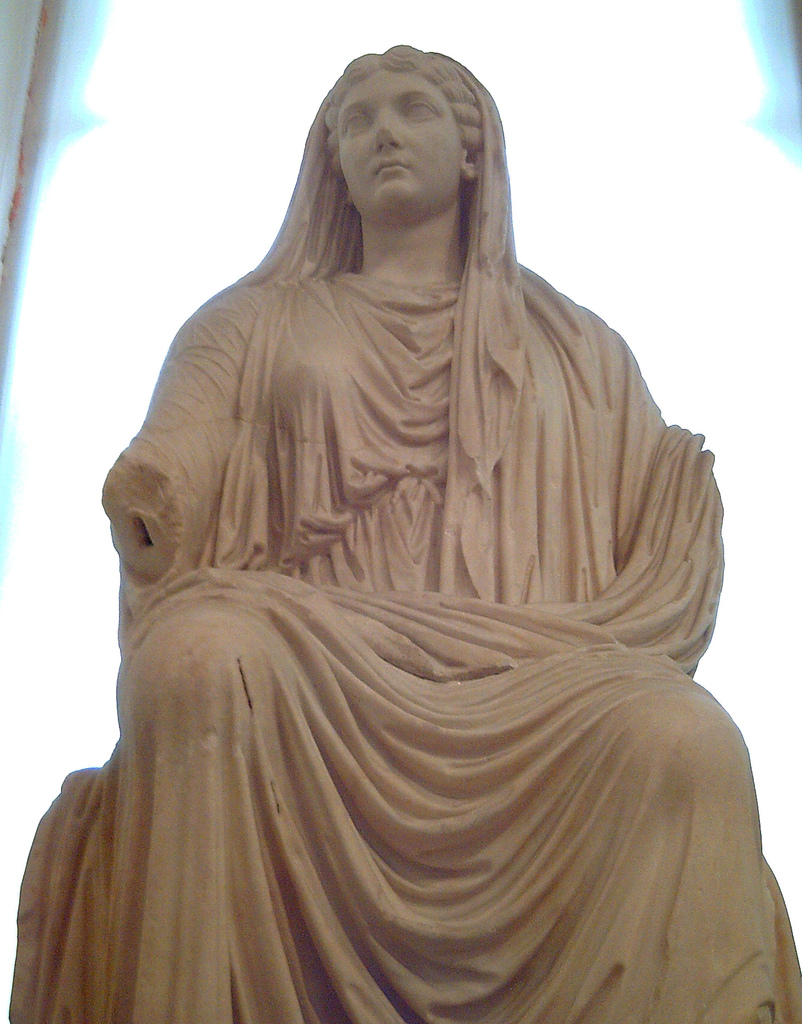
Statua di Livia Drusilla trovata a Paestum, con stola e palla

Mentre gli uomini non portavano copricapi riparandosi dal sole o dalla pioggia con un lembo del mantello o sollevando il cappuccio (cucullus) della loro paenula, la donna romana metteva tra i capelli un nastro di color rosso porpora o un tutulus, una larga benda a forma di cono collocata sulla fronte
La matrona aveva poi di solito annodato al braccio un fazzoletto, la mappa, per pulire il viso dalla polvere e dal sudore. Il muccinium destinato a soffiarsi il naso, non comparve prima della fine del III secolo d.C.
La domina aveva poi un ventaglio per rinfrescarsi e cacciare le mosche e un ombrello, non richiudibile, per ripararsi dal sole.
Per proteggersi dalle intemperie poteva essere indossato un mantello con cappuccio, byrrus, un indumento che si è tramandato fino al giorno d'oggi in Nordafrica, col nome, derivato dal latino, di burnus.
Le donne si adornavano con pettini, spille (fibulae) e, se potevano permetterseli, con numerosi gioielli: orecchini, collane, catenelle (catellae) intorno al collo, anelli alle dita e cerchietti più grandi al braccio e alle caviglie.

## Galleria d'immagini

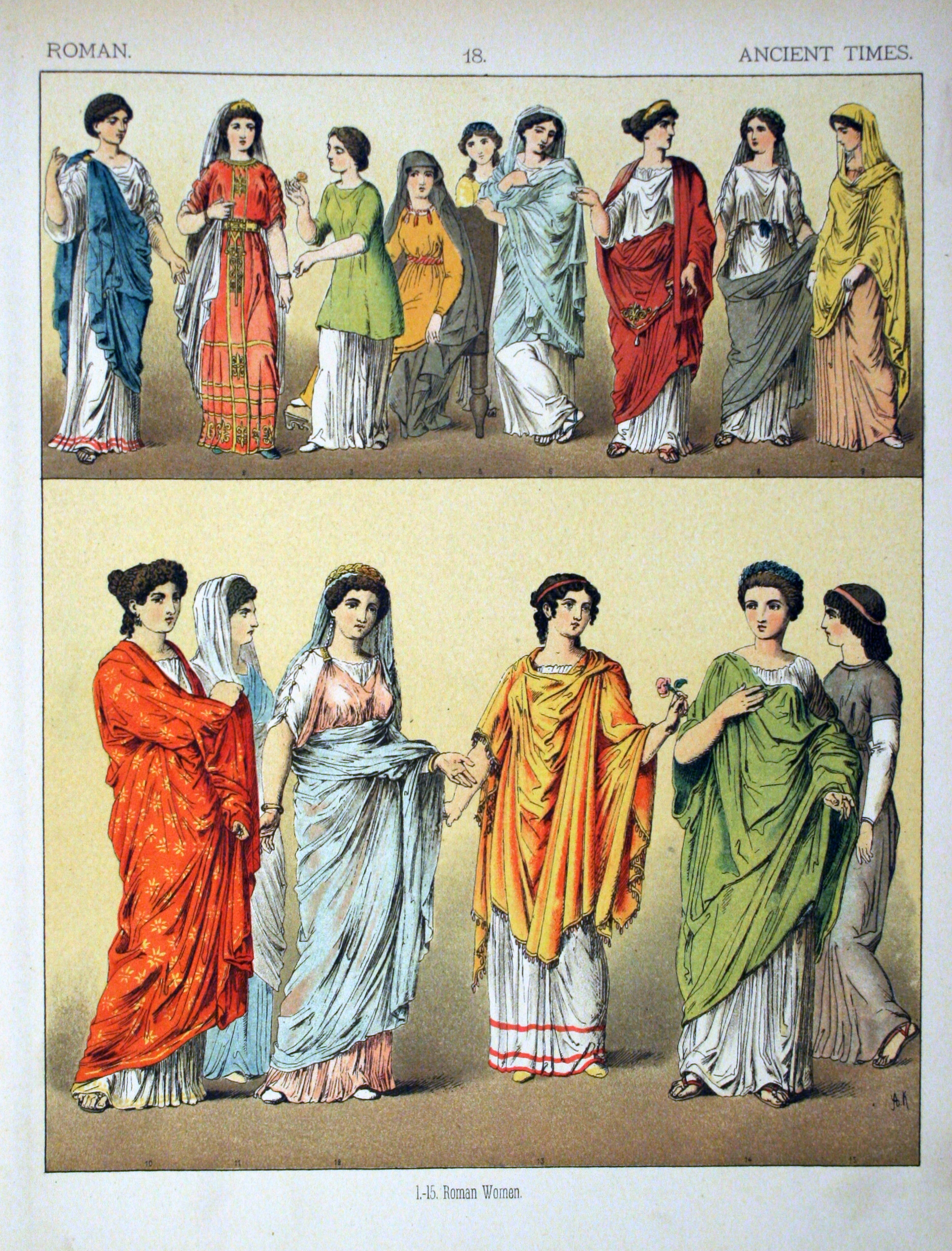
Abbigliamento femminile nell'antica Roma.
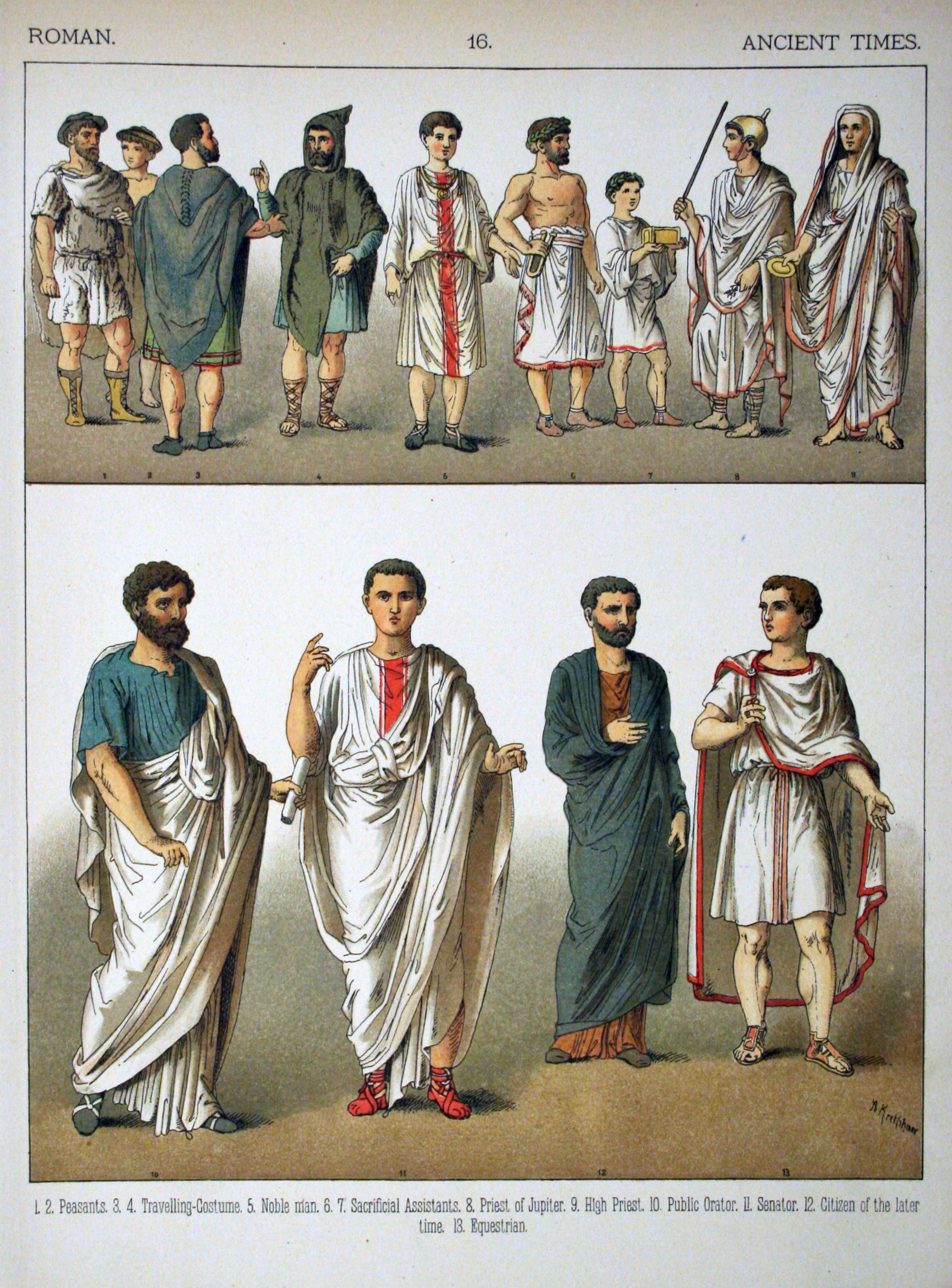
Abbigliamento civile maschile.
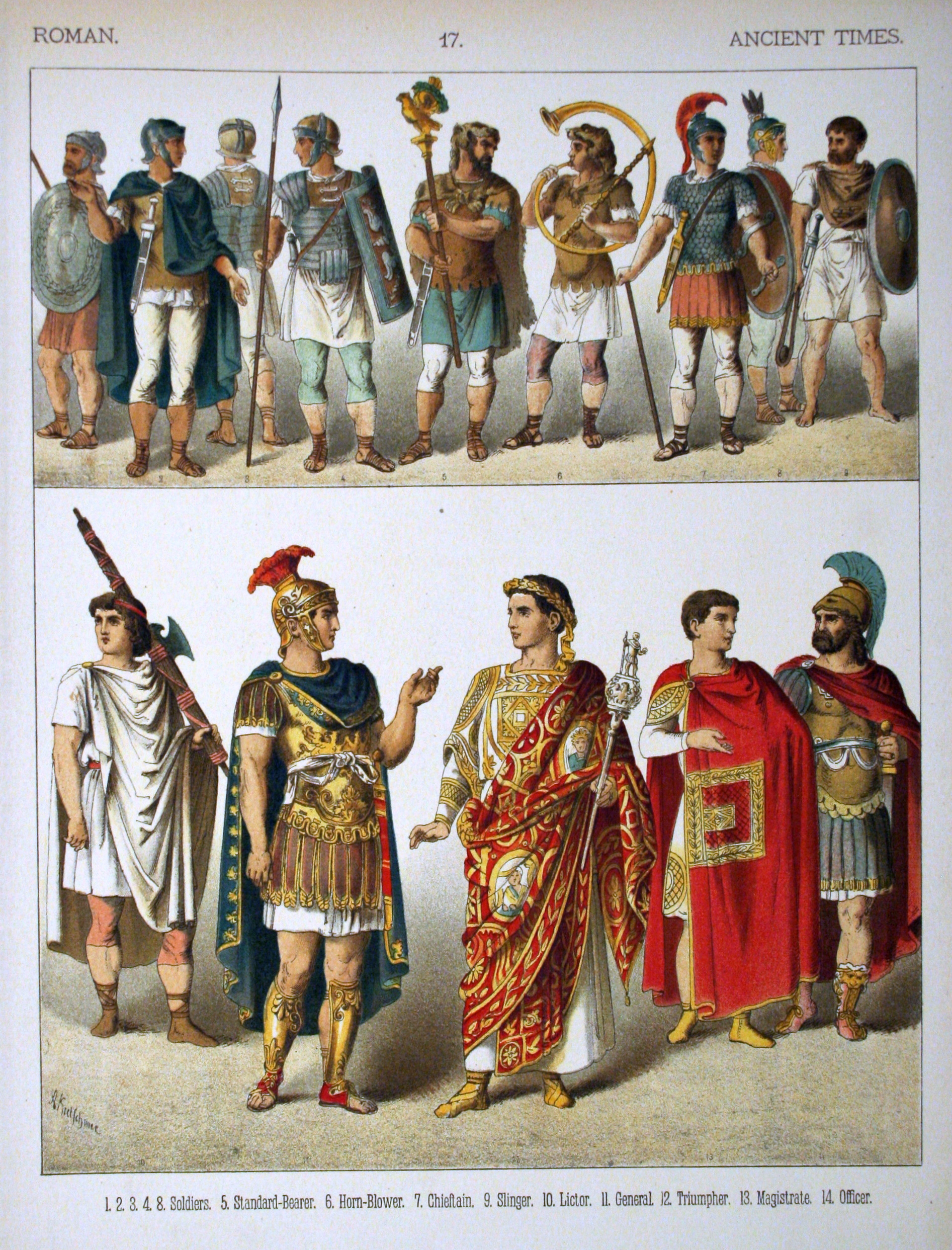
Abbigliamento militare maschile.